# Byun Jong-moon
Byun Jong-moon (kor. 변종문, ur. 2 marca 1975 w Seulu) – południowokoreański narciarz alpejski, dwukrotny olimpijczyk.

## Kariera
Pierwszy raz na arenie międzynarodowej pojawił się 18 sierpnia 1994 roku w zawodach FIS Race w nowozelandzkim Coronet Peak. Zajął wtedy w gigancie 17. miejsce na 80 sklasyfikowanych zawodników. Debiut w zawodach Pucharu Świata zaliczył 28 lutego 1998 roku w Yongpyong. Nie zdołał wtedy się zakwalifikować do drugiego przejazdu w gigancie. W karierze nie udało mu się ani razu zdobyć pucharowych punktów.
Dwukrotnie startował na zimowych igrzyskach olimpijskich (IO 1998, IO 2002). Najlepszy rezultat osiągnął na igrzyskach w Salt Lake City w 2002 roku, kiedy to w slalomie znalazł się na 31. miejscu w końcowej klasyfikacji. Trzykrotnie brał udział na mistrzostwach świata. Najlepszy wynik osiągnął na mistrzostwach w 1997 roku w Sestriere, kiedy to w gigancie był 31. Uczestniczył także w 1995 roku w norweskim Voss na mistrzostwach świata juniorów. W gigancie zajął wtedy 34. miejsce, a slalomu nie ukończył.

## Osiągnięcia

### Igrzyska olimpijskie
| Miejsce | Dzień     | Rok  | Miejscowość    | Konkurencja | Czas biegu  | Strata   | Zwycięzca          |
| ------- | --------- | ---- | -------------- | ----------- | ----------- | -------- | ------------------ |
| DNF1    | 19 lutego | 1998 | Nagano         | Gigant      | -           | -        | Hermann Maier      |
| DNF1    | 21 lutego | 1998 | Nagano         | Slalom      | -           | -        | Hans Petter Buraas |
| 47.     | 21 lutego | 2002 | Salt Lake City | Gigant      | 2:37,20 min | +13,92 s | Stephan Eberharter |
| 31.     | 23 lutego | 2002 | Salt Lake City | Slalom      | 2:01,58 min | +20,52 s | Jean-Pierre Vidal  |

### Mistrzostwa świata
| Miejsce | Dzień     | Rok  | Miejscowość  | Konkurencja | Czas biegu  | Strata   | Zwycięzca            |
| ------- | --------- | ---- | ------------ | ----------- | ----------- | -------- | -------------------- |
| 31.     | 12 lutego | 1997 | Sestriere    | Gigant      | 3:09,15 min | +20,92 s | Michael von Grünigen |
| DNF1    | 15 lutego | 1997 | Sestriere    | Slalom      | -           | -        | Tom Stiansen         |
| 33.     | 8 lutego  | 2001 | St. Anton    | Gigant      | 2:39,76 min | +15,96 s | Michael von Grünigen |
| 37.     | 10 lutego | 2001 | St. Anton    | Slalom      | 1:57,31 min | +17,65 s | Mario Matt           |
| DNS1    | 12 lutego | 2003 | Sankt Moritz | Gigant      | -           | -        | Bode Miller          |

### Mistrzostwa świata juniorów
| Miejsce | Dzień    | Rok  | Miejscowość | Konkurencja | Czas biegu  | Strata  | Zwycięzca        |
| ------- | -------- | ---- | ----------- | ----------- | ----------- | ------- | ---------------- |
| DNF1    | 19 marca | 1995 | Voss        | Slalom      | -           | -       | Florian Seer     |
| 34.     | 21 marca | 1995 | Voss        | Gigant      | 2:07,11 min | +8,20 s | Christoph Gruber |